# قدم شمعة

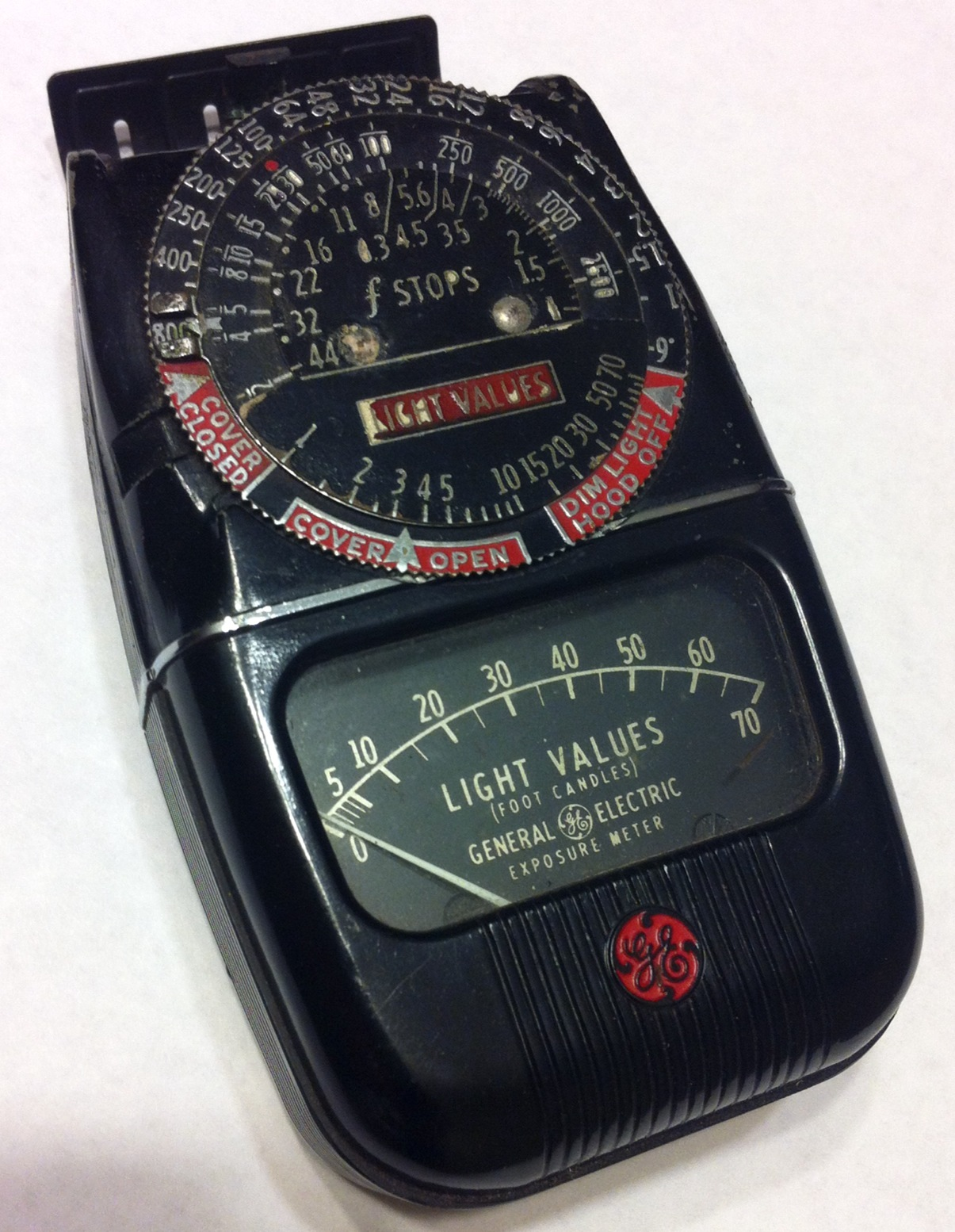
مقياس الضوء الكهربائي العام (General Electric Light Meter) المُستخدم في التصوير لقياس قيم الضُوء بوحدة قَدم شَمعَة

قَدَم شَمْعَة أو شَمْعَةٌ-قَدَم (بالإنجليزية: Foot-candle)‏ واختصارها fc أو lm/ft2 أو ft-c، هي وِحدة لا تتبع نظام الوحدات الدولي وتُستعمل لقياس شدة الضوء أو الاستضاءة. يُقصد بتسمة قَدَم شَمعة "الإنارة المُلقاة على سطح بواسطة شمعة واحدة على مسافة قدم واحد"، وتُستعمل هذه الوحدة بشكلٍ شائع في تخطيطات الإضاءة في جُزءٍ من دولِ العالم التي تستعمل وحدات القياس العرفية الأمريكية.
يُعرّف قاموس المغني الأكبر وحدة قَدم شمعة على أنها وحدة لِقياس النُور، وهي تُساوي مقدار النور من شمعة قياسية على مسافة قَدم واحدة.
تعرف وحدة القدم شمعة بأنها مقدار الإضاءة التي يمكن أن يستقبلها السطح الداخلي لنطاق دائرة نصف قطرها قدم واحد، عند وجود مصدر موحد للضوء في مركز الدائرة. يمكن تعريفها أيضا بالشكل التالي، الإضاءة على مساحة سطح قيمتها قدم مربع واحد بشرط أن يكون توزيع الإضاءة 1 لومن.
تعادل قدم شمعة الواحدة لومن لكل قدم مربع تقريبا أو ما يعادل 10,764 لوكس. في التطبيقات العملية، كما هو الحال عند قياس إضاءة الغرفة المطلوبة، يكون من الحساب بدقة أكبر من ± 10٪، فنلجأ إلى اعتبار أن القدم الشمعة الواحدة تعادل 10 لوكس.

## الاستخدام
في صناعة الإضاءة، تستخدم وحدة القدم شمعة كثيرا في حساب مستويات الإضاءة المناسبة لمساحات العمل في المساحات الخارجية، المتاحف، المعارض والمباني ذات الوضع الحساس التي تتطلب تحكم شديد في مستويات الإضاءة للحفاظ على الأشياء الحساسة للضوء مثل المطبوعات والصور واللوحات التي تتلاشى ألوانها عند تعرضها للضوء الساطع لفترة طويلة.
في مجال التصوير وصناعة الأفلام، يتم استخدام عدادات الضوء الساقط لقياس عدد شموع القدم الساقطة، الرقم الذي بدوره يحدد مدى شدة الضوء على الصور المتحركة، سامحا لمصوري الأفلام بوضع نسب تباين الإضاءة المناسبة عند التصوير.
بما إن شدة الضوء يعتبر عامل أساسي في عملية التمثيل الضوئي للنباتات، غالبا ما يقوم البستانيون بدراسة الإضاءة المناسبة بالقدم شمعة لكل نبات.

## الأمثلة
تصل أشعة الشمس المباشرة دون أي عائق إلى حوالي 10,000 قدم شمعة، بينما تصل إلى 100 قدم شمعة فقط في يوم ملبَّد بالغيوم. تتراوح كثافة الضوء بالقرب من النافذة من 100 إلى 5000 قدم شمعة، اعتمادًا على اتجاه النافذة، الوقت من العام وخط العرض.
ينص كود الإضاءة الداخلية، على أنه يجب توفير من 5-40 قدم شمعة للفراغات العامة داخل السكن و من 70-90 في أماكن العمل. بينما تنص على توفير من 5-200 قدم شمعة في المباني التجارية على حسب نوع العمل.

## وصلات خارجية
- محول الاستضاءة
- مكتبة الوحدات والثوابت: كمية الإضاءة